# Echinogurges
Echinogurges là một chi ốc biển, là động vật thân mềm chân bụng sống ở biển trong họ Calliotropidae.

## Các loài
Các loài trong chi Echinogurges gồm có:
- Echinogurges clavatus (Watson, 1879)[3]
- Echinogurges tuberculatus Quinn, 1991[4]